# Wołchow (rzeka)
Wołchow (ros. Волхов) – rzeka w północno-zachodniej Rosji europejskiej, przepływająca przez obwody nowogrodzki i leningradzki. Długość – 224 km, powierzchnia zlewni – 80,2 tys. km², średni przepływ u ujścia – 593 m³/s (maksymalny – 2900 m³/s; minimalny – 44 m³/s).

## Charakterystyka

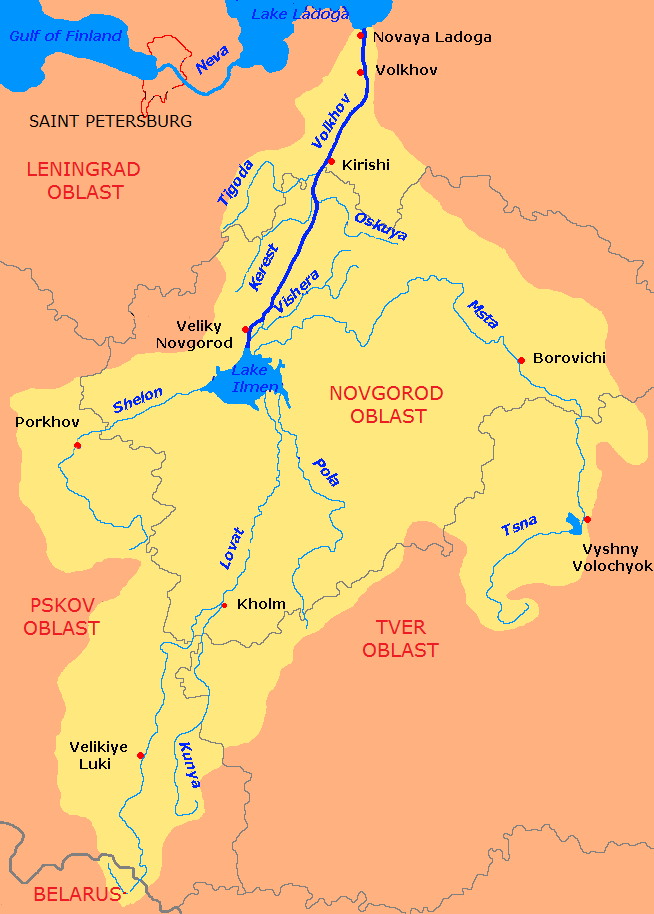
Położenie na mapie regionu

Wołchow jest jedyną rzeką wypływającą z jeziora Ilmień. Uchodzi do jeziora Ładoga, a dokładnie do Zatoki Wołchowskiej.
Przepływa m.in. przez Nowogród Wielki i Nową Ładogę.

## Gospodarka i historia
W latach 1915–1927 zbudowano na rzece Wołchow elektrownię wodną. Do tego czasu jednak wody Wołchow płynęły w zasadzie z jeziora Ilmień do jeziora Ładoga, chyba że na Ładodze padały silne deszcze – w takiej bowiem sytuacji wody Ładogi z łatwością pokonywały niewielki spadek terenu u ujścia rzeki Wołchow i wtargnąwszy w jej koryto zmieniały jej bieg na odwrotny – z Ładogi do Ilmienia. Z okolicznością tą wiązać przypuszczalnie należy znany z historii fakt, że plemiona staroskandynawskie poprzez Ładogę i Wołchow płynęły na południe, do jeziora Ilmień (a stamtąd wyruszały z wyprawami handlowymi dalej, aż do Grecji). Odcinek na rzece Wołchow musiałby być bardzo trudny do pokonania cały czas pod prąd. Nie jest jednak rzeczą wykluczoną, że orientowano się w zmianach pogodowych i czekano na południowym brzegu Ładogi na nadejście intensywnych opadów deszczowych, aby później móc bez przeszkód płynąć na południe z prądem rzeki.